# Parque natural regional Santurbán-Arboledas

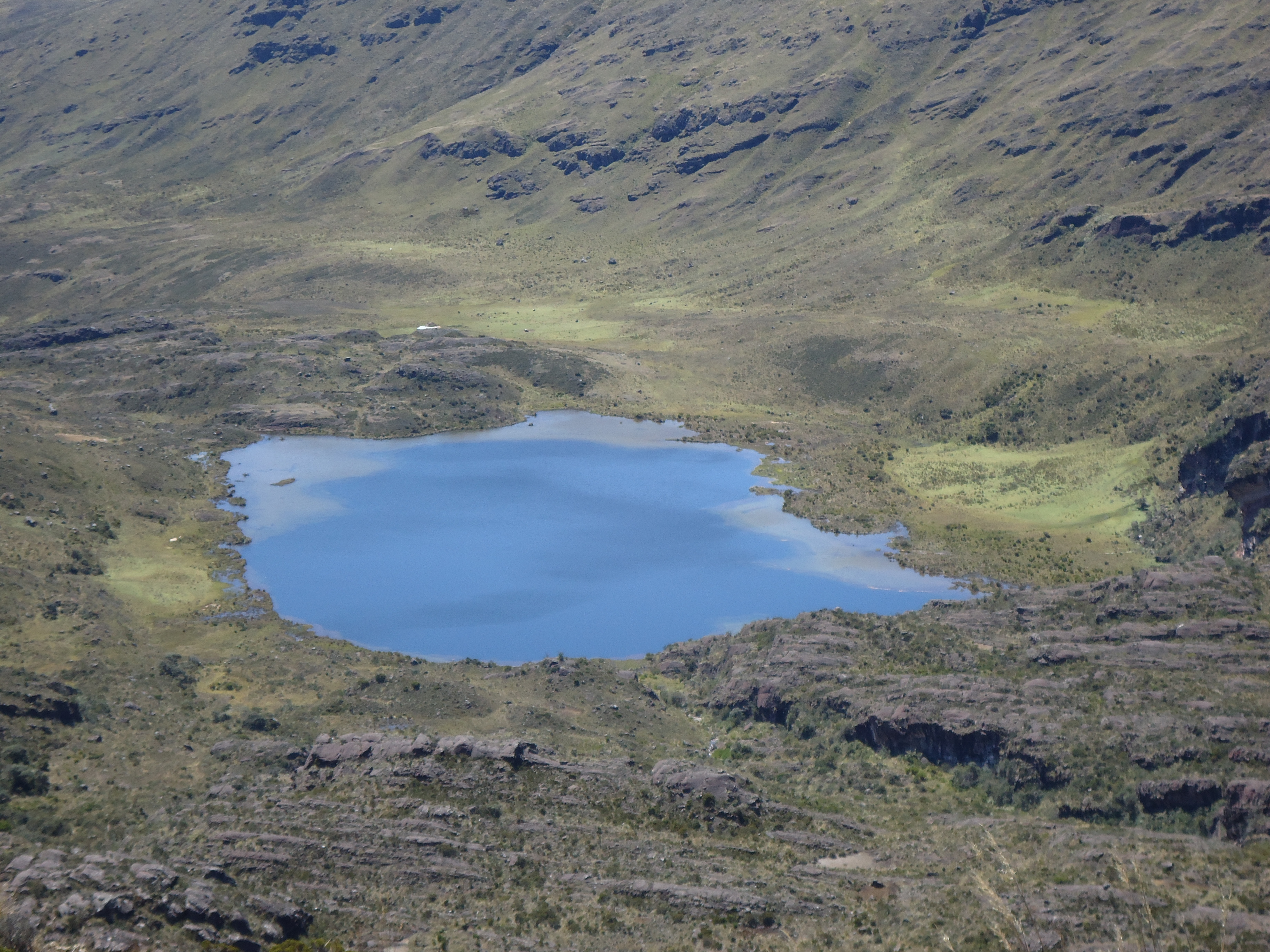
Laguna Casadero, Municipio de Arboledas

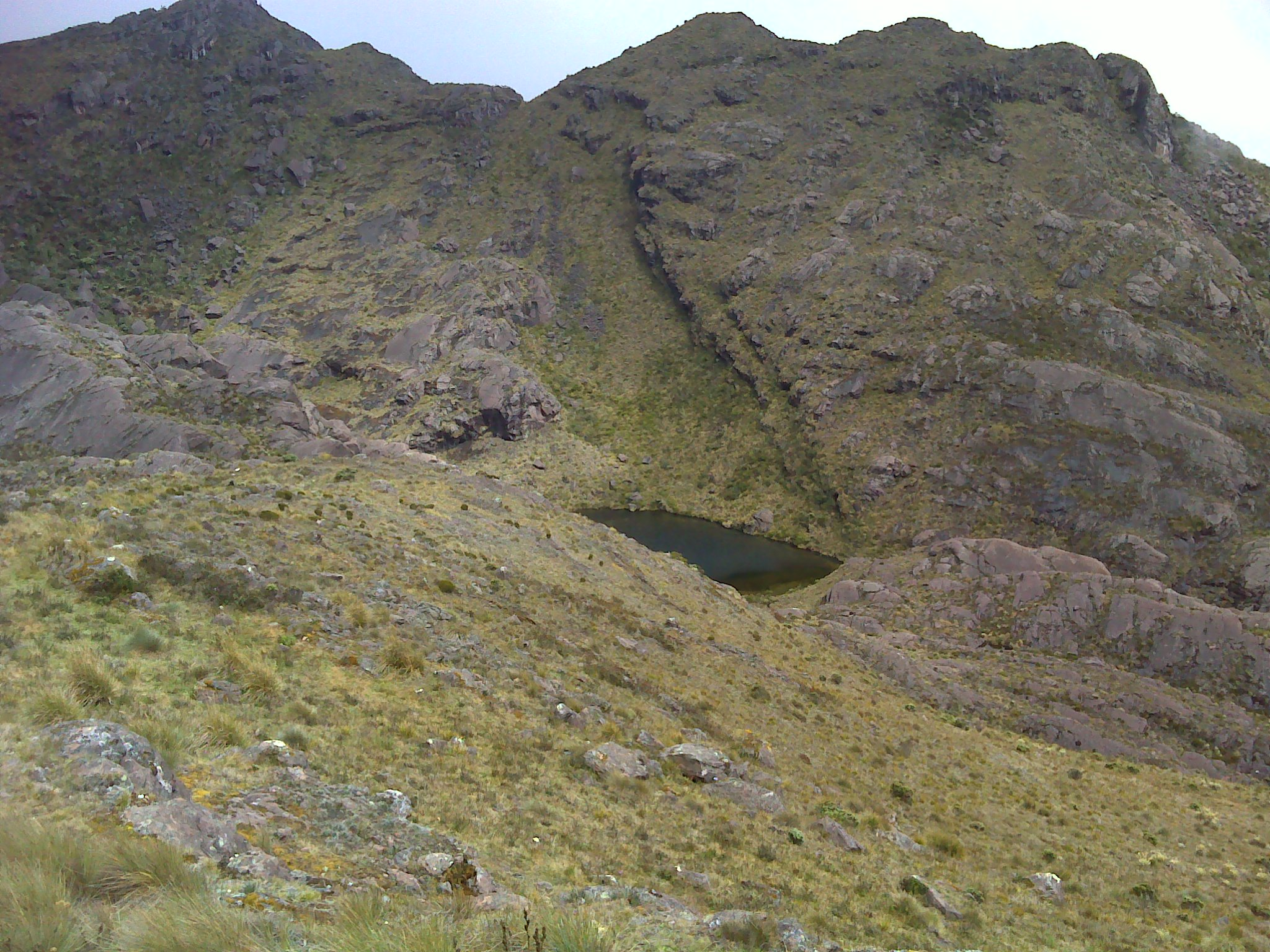
Laguna Los Pozos, parque natural Regional Santurbán - Arboledas

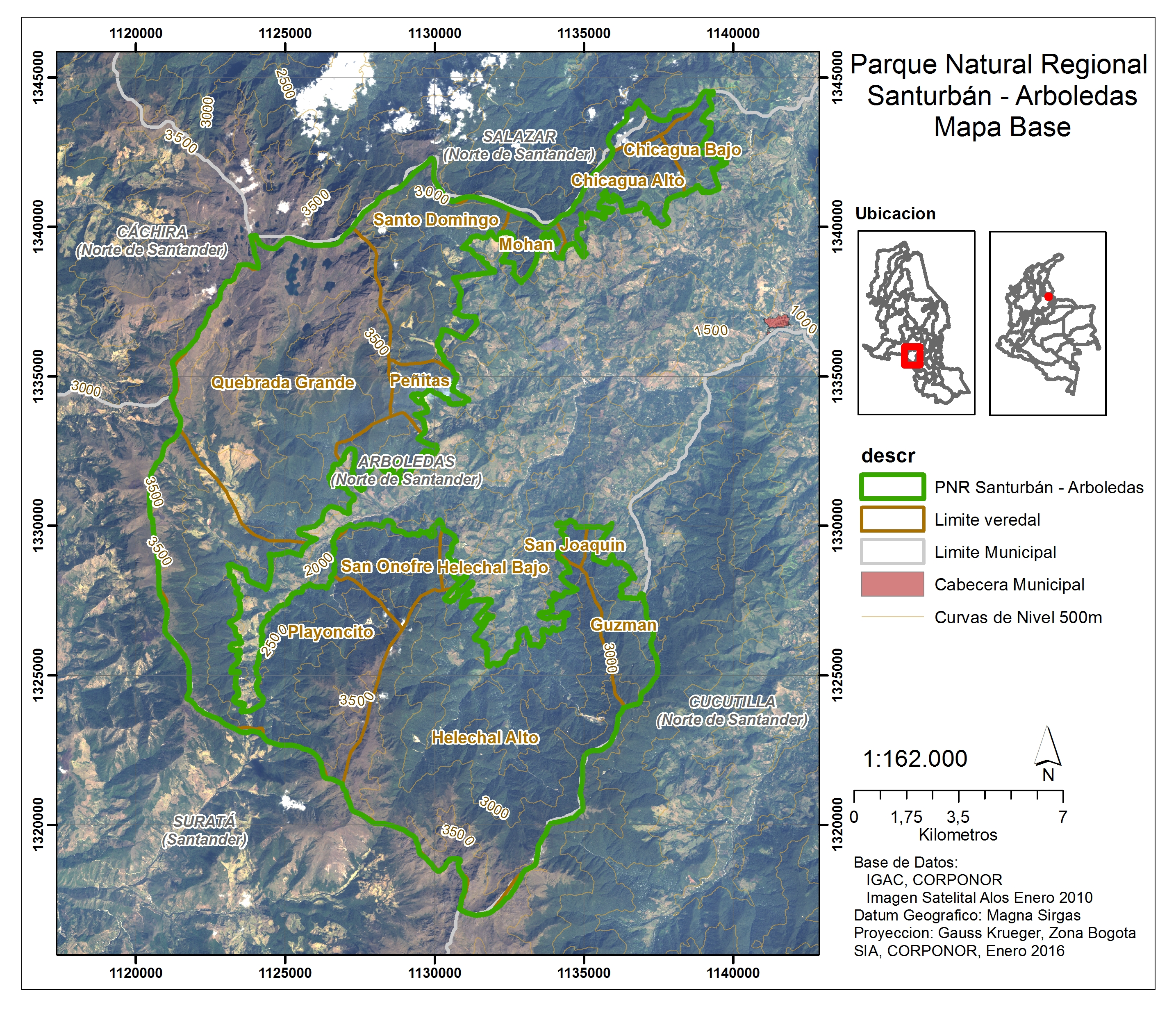
Mapa Base PNR Santurbán - Arboledas

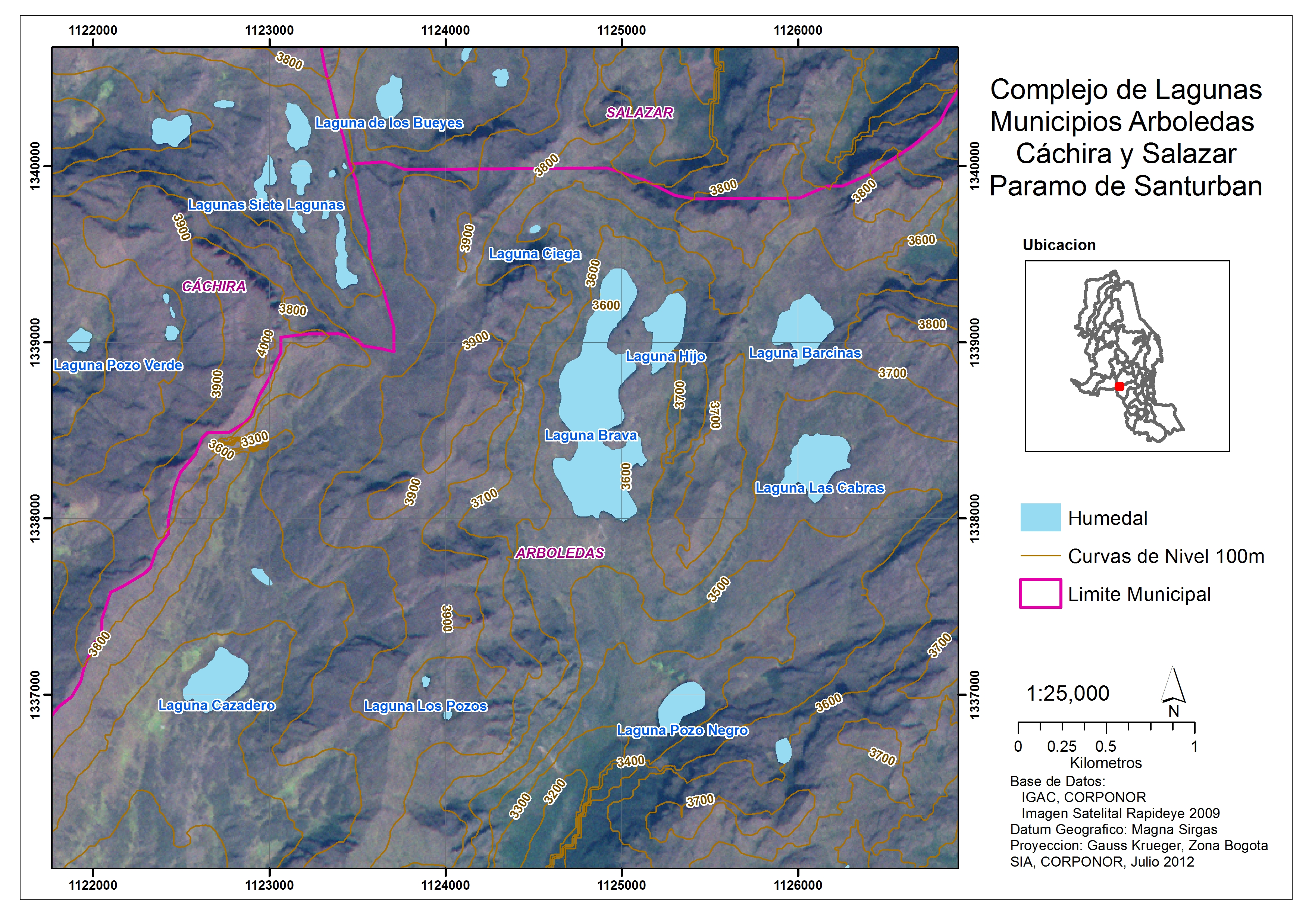
Complejo de Lagunas Arboledas-Salazar-Cachira

El parque natural Regional Santurbán - Arboledas es un área natural protegido de Colombia, que se localiza en la parte alta de la cuenca del Río Zulia en el Páramo de Santurbán. 

## Contexto del área
El parque natural Regional Santurbán - Arboledas se encuentra en la unidad biogeográfica de Santurbán, territorio en el que los Departamentos de Santander y Norte de Santander comparten cerca de 200.000 has de páramos y bosques alto andinos. 
El Parque fue declarado el 28 de diciembre de 2015 bajo la categoría de un parque natural Regional. Sus 21.840 has abarcan un rango altitudinal entre los 1.456 y los 3.967 m s. n. m. cubriendo las formaciones vegetales conocidas como bosque andino, altoandino y páramos en parte del nudo de Santurbán.  Políticamente se encuentra en el occidente del departamento de Norte de Santander, municipio de Arboledas, en las veredas Chicaguá Alto, Chicaguá Bajo, Helechal Alto, Helechal Bajo, San Onofre, San Joaquín, Playoncito, Quebrada Grande, Peñitas, Guzaman, Mohán y Santo Domingo.  El Parque comprende en su totalidad 119 predios, en su mayoría completamente (84) y algunos parcialmente (35) dentro de la declaratoria. 7 de estos predios o 1288 has actualmente son de propiedad pública. 
El parque natural Regional Santurbán - Arboeldas es un sitio estratégico como reserva natural y zona de recarga y regulación de agua, produciendo un caudal estimado de 8 m³ cada segundo, clave para el desarrollo local (agricultura, turismo) y regional, representado en la central termoeléctrica Tasajero, el acueducto de Cúcuta, el cultivo de cerca de 16 mil hectáreas de café, el distrito de riego del Zulia, y para el proyecto del embalse multipropósito del Cínera. Además, el Parque Regional posee una alta riqueza en flora, fauna y microbiota y ofrece paisajes andinos potenciales para el turismo. En la vereda vereda Quebrada Grande, a 3600 metros sobre el nivel del mar, existen varias hermosas y exuberantes lagunas, dentro de las cuales se destaca la Laguna Brava como el espejo de agua más grande de la Unidad Biogeográfica de Santurbán (40ha) a las que se accede solamente a pie, en una jornada de varias horas desde la cabecera municipal.

## Descripción del área

### Aspectos biofísicos
E el área existe una cobertura predominante de bosque denso alto de tierra firme (68,2%) y grandes extensiones de herbazal denso correspondiente al ecosistema de páramo (17,5%). Las áreas con alta intervención solo comprenden el 3,7% del área y consisten de pastos limpios, pastos enmalezados y derrumbes. En síntesis el 96% del área presenta coberturas de origen natural y el 4% corresponde a coberturas de origen cultural, lo cual evidencia un muy buen nivel de conservación.

### Flora y fauna
En cuanto a flora y fauna presente en el área, según el Esquema de Ordenamiento Territorial del municipio de Arboledas respecto a las aves, para la región del estudio han sido registradas un total de 201 especies de aves, pertenecientes a 31 familias y 144 géneros; en cuanto a mamíferos se encuentran elementos como el zorro (Cerdocyon thous), la comadreja (Mustela frenata) y el puma (Puma concolor). Acorde al estudio realizado por López, H (2008), en el área de páramo  se diferencian seis tipos de comunidades vegetales: frailejonales, pajonales – frailejonales, praderas, matorrales, rosetales, y chuscales. Los frailejonales se caracterizan por el dominio de Espeletia conglomerata. En ellos se encontraron 22 especies entre plantas vasculares y helechos, y las familias con mayor número de especies y géneros son Asteraceae y Poaceae. 
En relación con los bosques andinos, dicho estudio describe un bosque frecuentemente nublados y profusamente epifitados por orquídeas, bromelias, musgos, líquenes, y diferentes especies de plantas herbáceas, con predominio de micrófilas, y en muy buen estado de conservación, cuya presencia se ve favorecida por la topografía escarpada del terreno. Sin embargo, por ser una zona de fuertes pendientes y de suelos poco compactos, se tienden a presentar derrumbes frecuentes que arrasan con la vegetación, de tal manera que algunos sectores existen bosques secundarios producto de la regeneración natural. 
En los bosques de esta zona se encontraron 22 familias distribuidas en 40 especies y 266 individuos de plantas vasculares y helechos arborescentes, con un Diámetro a la Altura del Pecho (DAP) igual o superior a 2,5 cm. Las familias con mayor número de especies fueron: Melastomataceae y Lauraceae, y las que presentaron el mayor número de individuos Piperaceae, Lauraceae y Cyatheaceae. El suelo presenta buena cobertura en los estratos subordinados (rasante y herbáceo) con dominancia de especies de las familias Rubiaceae, y Arecaceae.
En el estudio, se destaca la presencia en la zona de dos especies de anfibios catalogadas por la UICN bajo riesgo de amenaza a nivel global como son Eleutherodactylus douglasi e Hyloscirtus platydactylus, ambos bajo la categoría de Vulnerable. Esta categoría se les ha asignado considerando su reducido rango de distribución como a la destrucción y fragmentación de su hábitat. 
A nivel de mamíferos la mayor parte de las especies registradas se caracterizan por sus hábitos generalistas y gran capacidad de adaptación a diferentes ambientes, razón principal por la cual exhiben poblaciones numerosas y rangos de distribución amplios en las zonas montanas de la cordillera Oriental y el norte de los Andes. Entre los mamíferos registrados, no hay familias y/o géneros endémicos de la región de estudio. Sin embargo este aspecto puede modificarse en la medida que se intensifiquen los inventarios y se disponga de una información más completa acerca de los roedores y pequeños mamíferos de la región. Se registraron tres especies catalogadas bajo algún riesgo de amenaza de extinción a nivel local y/o global: Lontra longicaudis, Tremarctos ornatus y Dinomys branickii.

### Clima
En cuanto al clima, típico del páramo (la zona alta de la declaratoria), se caracteriza por ser frío a extremadamente frío, temperaturas mínimas por debajo de 0 °C y máximas que superan los 35 °C. La temperatura media en las zonas altas de área fluctúa entre 5 y 12 °C mientras que las zonas bajas pueden tener una temperatura promedio más alta de hasta 19 °C. El área de declaratoria tiene un rango de precipitación anual de 1300 hasta 2500mm, siendo mayor en las zonas ubicadas en el noreste y una menor precipitación en el suroeste de la misma. Teniendo en cuenta los rangos de precipitación y la gran extensión, se deduce que el aporte caudal es significativo a las cuencas del Río Zulia.

## Bienes y servicios ambientales
El área brinda una gran cantidad de servicios ecosistémicos, a nivel local produciendo agua para los acueductos veredales y municipales, a nivel regional produciendo gran cantidad del agua necesaria para sustentar la economía del departamento y a nivel global como un almacén de carbono importante. Dentro del área se ubican los nacimientos de las Quebradas San Antonio, Bagueche, Granolo,  Chorreritas, la Colorada, El Chorrerón, Santa Librada, la Embarcación, El Encanto y Cuchilla Negra, cuales son afluentes importantes a la cuenca del Río Arboledas y por lo tanto posteriormente a la Cuenca del Río Zulia.  Cuantificando la oferta Hídrica se estima que dentro del área se produce constantemente un caudal promedio de 8.000 litros/s, es decir 8 m³/s. Gracias al buen estado de conservación del área, este caudal baja con una alta calidad y con un muy bajo grado de sedimentación.
Gran parte de la economía de Norte de Santander depende del agua producida en el Páramo de Santurbán y por lo tanto también del área del PNR Santurbán-Arboledas: 12.000 Productores de Café en la cuenca utilizan el agua como base de su económica, igual como el sector arrocero, cual por en el distrito de riego de Río Zulia, administrado por Asozulia y con 1.400 productores de arroz asociados, utiliza un caudal constante de 14 m³/s del agua de la cuenca. La central térmica de Tasajero (Termotasajero), capta un caudal constante de 7m³/s del Río Zulia para los procesos de enfriamiento de las turbinas para la generación eléctrica. La Planta, gracias al agua fría y limpia del Río Zulia genera actualmente 330Mw/h de energía.
En el aspecto de cambio climático hay que tener en cuenta que las 14.931 hectáreas de bosque del área tienen una función importante como almacén de carbono. Aplicando metodologías desarrollados por el IDEAM, la fundación Moore y la Universidad Nacional de Colombia (Duque, 2011), se puede estimar que dentro de los bosques del área propuesta se almacenan un total de 1.426.115 toneladas de carbono. Al respeto de las cantidades de carbono almacenados en los suelos del páramo, según una metodología desarrollada por García Portilla (2003) en el páramo de Chingaza se estima que se encuentran secuestrados uno 427.484 toneladas de CO2 en los suelos de páramo en el PNR Santurbán-Arboledas. Conservando los bosques y los suelos del área declarada evitando su degradación, consta un importante aporte para contribuir a mitigar el cambio climático evitando la liberación del carbono y el aumento del dióxido de carbono en la atmósfera. Sumando la cantidad de carbono almacenado en los bosques alto andinos y en los suelos paramunos, se llega a una cantidad total de 1.853.599 toneladas de Carbono en el parque natural Regional Santurbán-Arboledas.